# Idaea infantula
Idaea infantula là một loài bướm đêm trong họ Geometridae.